# Brzeziny (gmina w województwie lubelskim)
Brzeziny (alt. Berezina; do 1868 Łańcuchów) – dawna gmina wiejska istniejąca w latach 1868–1954 w woj. lubelskim. Siedzibą władz gminy były Brzeziny a następnie Puchaczów i Milejów.
Gmina Brzeziny („gmina berezińska”) powstała w 1868 roku z obszaru zniesionej gminy Łańcuchów. Jednostka wymieniona jest w Słowniku geograficznym Królestwa Polskiego jako jedna z gmin powiatu chełmskiego (stan na rok 1879). 1 stycznia?/13 stycznia 1870 do gminy przyłączono pozbawiony praw miejskich Puchaczów.
Gmina Brzeziny – jako jedyna w powiecie chełmskim – nie weszła w skład utworzonej w 1912 roku guberni chełmskiej. Gmina pozostała przez to w guberni lubelskiej i zmieniła przynależność do powiatu lubelskiego (formalnego podziału na powiaty i gminy dokonano dopiero 27 czerwca (10 lipca) 1914).
Rozporządzeniem z 18 września 1915, w poszczególnych obwodach dawnych rosyjskich guberni lubelskiej i chełmskiej utrzymano granice, które istniały przed utworzeniem guberni chełmskiej w 1912 roku. Oznaczało, że nowy podział odwodów tych guberni, którego i tak w praktyce dotychczas w życie nie wprowadzono, austriacki Zarząd Wojskowy odtąd nie uwzględniał. Jednak z dniem 15 grudnia 1915 okupant austriacki przeniósł gminę Brzeziny z powiatu /obwodu/ chełmskiego do powiatu /obwodu/ lubelskiego
W 1919 roku gmina weszła w skład woj. lubelskiego 1 lipca 1952 roku gmina składała się z 23 gromad.
Gmina została zniesiona 29 września 1954 roku wraz z reformą wprowadzającą gromady w miejsce gmin. Jednostki nie przywrócono 1 stycznia 1973 roku po reaktywowaniu gmin.